# 고훈인
고훈인(古墳人)은 고훈 시대에 일본 열도에 거주했던 사람들의 총칭으로, 야요이 시대 이후 한반도와 유라시아 대륙 동부에서 도래해 고훈 문화를 주도하였으며, 기존에 일본 열도에 존재하던 조몬인이나 야요이인과 혼혈해, 현 일본인을 형성해 갔다.
오랫동안 일본인의 기원을 조몬인과 야요이인의 이중구조로 보는 설이 있었지만, 가나자와 대학, 돗토리 대학, 아일랜드 더블린 대학 등의 교수, 연구원으로 구성된 국제 공동 연구 그룹이 고고학 유적에서 발굴된 인골에서 DNA를 추출하여 최신 게놈 분석을 실시한 결과 조몬인, 야요이인, 고훈인은 다른 게놈이며 삼중구조임을 증명했다.

## 형질적 특징
고훈 시대 사람들은 현대 일본인을 제외한 역사상 일본인들 중 제일 키가 크다는 특징이 있다.

## 고훈인의 뿌리
일본 열도에서 고훈과 말, 마구 등이 나타나고 국내에서 철기가 널리 생산되기 시작한 것은 고훈 시대부터이다.
고훈 시대의 대표적인 도래인으로는 일본서기에 기재된 궁월군의 하타 씨족이 알려져 있다. 하타 씨족은 오진 천황 14년(283년)에 백제에서 120현인들을 이끌고 귀화했다고 한다. 이들은 하치만 신사나 이나리 신사 등을 창사한 것으로도 알려져 있으며, 잠이나 비단 등에 의한 직물, 토목기술, 사철과 구리 등의 채광 및 정련, 약초 등도 널리 퍼뜨렀다.

### 분자인류학에서 본 고훈인의 뿌리
이시카와현 가나자와시 관법사마을에 있는 이와데 옆구멍 묘에서 출토한 고훈인 일체의 유골(JPIW32)에 보여진 하플로그룹 O2a2b1a1a1a4a1-CTS5308는 동아시아 전체에서 볼 수 있는 유형으로, 특히 티베트에서 높은 빈도를 보이며, 중국티베트어족과의 관계가 상정되고 있는 하플로그룹 O2a2b1a1-M117의 일파이다.
성분분석에서는 현대 일본인과 고훈인 집단의 중간에 위치하며, 조몬인이나 야요이인보다 현대 일본인과의 유전적 친화성이 높다.

### 주해
1. ↑  今後の研究によっては三重以上になることも示唆されている。

### 참조주
1. ↑  Niall Cooke, Valeria Mattiangeli, Lara Cassidy, Kenji Okazaki, Caroline Stokes, Shin
Onbe, Satoshi Hatakeyama, Kenichi Machida, Kenji Kasai, Naoto Tomioka, Akihiko Matsumoto,
Masafumi Ito, Yoshitaka Kojima, Daniel G. Bradley, Takashi Gakuhari, Shigeki Nakagome.
（ナイル・クック，バレリア・マッティアンジェリ，ララ・キャシディ，岡崎健治，キ
ャロライン・ストークス，遠部慎，畑山智史，町田賢一，河西健二，富岡直人，松本安
紀彦，伊藤雅文，小嶋芳孝，ダニエル・ブラッドレイ，覚張隆史，中込滋樹 (20210916). “パレオゲノミクスで解明された日本人の三重構造.pdf” (PDF). 20211028에 확인함. 다음 글자 무시됨: ‘和書’ (도움말); |성=에 라인 피드 문자가 있음(위치 85) (도움말);
2. ↑  Niall P. Cooke1†
, Valeria Mattiangeli2†
, Lara M. Cassidy2
, Kenji Okazaki3
, Caroline A. Stokes2
, 
Shin Onbe4
, Satoshi Hatakeyama5
, Kenichi Machida6
, Kenji Kasai7
, Naoto Tomioka8
, 
Akihiko Matsumoto9
, Masafumi Ito10, Yoshitaka Kojima11, Daniel G. Bradley2

Takashi Gakuhari11*, Shigeki Nakagome1,11* (20210917). “Ancient genomics reveals tripartite origins of Japanese populations”. 《SCIENCE ADVANCES》. Vol 7, Issue 38. |성=에 라인 피드 문자가 있음(위치 17) (도움말);
3. ↑  平本 嘉助 (1972). “繩文時代から現代に至る関東地方人身長の時代的変化.pdf” (PDF). 20211028에 확인함. 다음 글자 무시됨: ‘和書’ (도움말);
4. ↑  “（書評）坂本太郎著「「旧事本紀と天皇の諱」(神道学四三号)」”. 《Legal History Review》 1966 (16): 170–170. 1967년 3월 30일. doi:10.5955/jalha.1966.170. ISSN 0441-2508.
5. ↑  Phylogenetic tree of Japanese Y-DNA at TheYtree
6. ↑  Niall Cooke, Valeria Mattiangeli, Lara Cassidy, Kenji Okazaki, Caroline Stokes, Shin
Onbe, Satoshi Hatakeyama, Kenichi Machida, Kenji Kasai, Naoto Tomioka, Akihiko Matsumoto,
Masafumi Ito, Yoshitaka Kojima, Daniel G. Bradley, Takashi Gakuhari, Shigeki Nakagome.
（ナイル・クック，バレリア・マッティアンジェリ，ララ・キャシディ，岡崎健治，キ
ャロライン・ストークス，遠部慎，畑山智史，町田賢一，河西健二，富岡直人，松本安
紀彦，伊藤雅文，小嶋芳孝，ダニエル・ブラッドレイ，覚張隆史，中込滋樹 (20210916). “パレオゲノミクスで完成た日本人のタイル構造.pdf” (PDF). 20211028에 확인함. 다음 글자 무시됨: ‘和書’ (도움말); |성=에 라인 피드 문자가 있음(위치 85) (도움말);